# 夏佳文
夏佳文（1964年7月17日—），重庆涪陵人，重离子加速器物理及技术专家，中国工程院院士，现任中国科学院近代物理研究所副所长。

## 履历[1]
- 1987年，毕业于兰州大学现代物理系核物理专业。
- 1993年，获中科院近代物理研究所加速器物理及技术专业博士学位。
- 2013年，当选中国工程院院士。